# Huhtamäki
Huhtamäki — фінський виробник упакувальних матеріалів зі штаб-квартирою фінському місті Еспоо. З 1960 року акції компанії торгуються на біржах Гельсінкі (OMX) та Лондона.
На сьогоднішній час Huhtamäki є світовим лідером з виробництва упаковки для харчових продуктів. 96% виручки компанія отримує від діяльності за межами Фінляндії. Асортимент продукції включає в себе жорсткий папір, жорсткі пластмаси, гнучкі пакувальні матеріали та інше.
На кінець 2010 року концерн мав приблизно 53 точки з продажу та виробництва продукції і налічував майже 12 000 співробітників. Виручка за 2010 рік склала 2 млрд. євро.
В 2020 році компанія Huhtamäki відкрила завод з виготовлення пакувальної тари в Україні, в смт. Велика Димерка Київської області.